# Gastein Ladies
Il Gastein Ladies è stato un torneo femminile di tennis, che si è giocato a Bad Gastein in Austria.
Facente parte della categoria International, giocato sulla terra rossa. L'ultima edizione si è tenuta nell'ambito del WTA Tour 2015.

## Albo d'oro

### Singolare
| Anno | Campionessa                 | Finalista                | Punteggio        |
| ---- | --------------------------- | ------------------------ | ---------------- |
| 2007 | Francesca Schiavone         | Yvonne Meusburger        | 6–1, 6–4         |
| 2008 | Pauline Parmentier          | Lucie Hradecká           | 6–4, 6–4         |
| 2009 | Andrea Petković (1)         | Ioana Raluca Olaru       | 6–2, 6–3         |
| 2010 | Julia Görges                | Timea Bacsinszky         | 6–1, 6–4         |
| 2011 | María José Martínez Sánchez | Patricia Mayr-Achleitner | 6–0, 7–5         |
| 2012 | Alizé Cornet                | Yanina Wickmayer         | 7–5, 7–6(1)      |
| 2013 | Yvonne Meusburger           | Andrea Hlaváčková        | 7–5, 6–2         |
| 2014 | Andrea Petković (2)         | Shelby Rogers            | 6–3, 6–3         |
| 2015 | Samantha Stosur             | Karin Knapp              | 3–6, 7–6(3), 6–2 |

### Doppio
| Anno | Campionesse                                | Finaliste                              | Punteggio           |
| ---- | ------------------------------------------ | -------------------------------------- | ------------------- |
| 2007 | Lucie Hradecká (1) Renata Voráčová         | Ágnes Szávay Vladimíra Uhlířová        | 6–3, 7–5            |
| 2008 | Andrea Hlaváčková (1) Lucie Hradecká (2)   | Sesil Karatančeva Natasa Zoric         | 6–3, 6–3            |
| 2009 | Andrea Hlaváčková (2) Lucie Hradecká (3)   | Tatjana Maria Andrea Petković          | 6–2, 6–4            |
| 2010 | Lucie Hradecká (4) Anabel Medina Garrigues | Timea Bacsinszky Tathiana Garbin       | 6(2)–7, 6–1, [10–5] |
| 2011 | Eva Birnerová Lucie Hradecká (5)           | Jarmila Gajdošová Julia Görges         | 4–6, 6–2, [12–10]   |
| 2012 | Jill Craybas Julia Görges                  | Anna-Lena Grönefeld Petra Martić       | 6(4)–7, 6–4, [11–9] |
| 2013 | Sandra Klemenschits Andreja Klepač         | Kristina Barrois Eléni Daniilídou      | 6–1, 6–4            |
| 2014 | Karolína Plíšková Kristýna Plíšková        | Andreja Klepač María Teresa Torró Flor | 4–6, 6–3, [10–6]    |
| 2015 | Danka Kovinić Stephanie Vogt               | Lara Arruabarrena Lucie Hradecká       | 4–6, 6–4, [10–3]    |